# Qolobaa Calankeed
Qolobaa Calankeed (Árabe: الثناء على العلم, em português: "Louvor à Bandeira") é o hino nacional da República Federal da Somália. A música foi escrita e composta por Abdullahi Qarshe e foi adotada junto com a Constituição do país, em 1º de agosto de 2012, substituindo o antigo hino Soomaaliyeey toosoo.